# Ole Lando
Ole Lando (* 2. September 1922 in Kopenhagen; † 5. April 2019) war ein dänischer Rechtswissenschaftler.

## Leben
Lando entstammt einer liberal geprägten Familie. Sein Vater Zelman Lando war der Sohn eines reichen jüdischen Industriellen aus Warschau. Der Vater Landos wurde als Schüler in Frankfurt am Main vom Kriegsausbruch überrascht und 1914 als russischer Staatsangehöriger interniert. Nach einer Flucht nach Schweden ließ sein Vater sich 1915 in Dänemark nieder und wurde 1925 wirtschaftswissenschaftlicher Dozent an der Handelshochschule Kopenhagen.
1922 wurde Ole Lando geboren. 1940 begann er das Studium der Rechtswissenschaften an der Universität Kopenhagen. Er hörte unter anderem Alf Ross. Während des Krieges war er Sympathisant der Kommunisten, da er sie „als die wahren Freunde der Armen“ betrachtete. Am 9. Oktober 1943 flüchtete er sich mit seinem Vater in der Nacht-und-Nebel-Aktion des dänischen Widerstands zur Rettung der dänischen Juden nach Schweden. In Schweden setzte er seine Studien mit den üblichen Manuduktøren fort. 1944 wurde er Soldat der Dänischen Brigade (Den Danske Brigade/Danforce). Zwei Jahre nach seiner Entlassung machte er 1947 seinen Abschluss und trat in das dänische Justizministerium ein. 1951 machte er eine Studienreise nach Paris und Oxford, wo er Martin Wolff begegnete.
1952 begann er an der Handelshochschule Kopenhagen zu lehren als Dozent für Internationales Privatrecht. 1954/55 war er Bezirksrichter in Frederikssund. 1955 wurde er Stipendiat der US-Regierung an der University of Michigan. Dort lernte er Ulrich Drobnig kennen, mit dem ihn eine enge Freundschaft seither verbindet. In seinen Studien zum internationalen Privatrecht waren Henri Batiffol und Ernst Rabel Vorbilder. Die amerikanischen Juristen David F. Cavers und Brainerd Currie und ihre Denkschule der „governmental interest analysis“ haben ihn beeinflusst.
Nach seiner Promotion 1963 wechselte er vom Justizministerium endgültig an die Handelshochschule Kopenhagen und lehrt dort seither als Professor. 1973 wurde er Vorsitzender der dänischen Vereinigung für europäisches Recht und blieb es bis 1995. Er kommentierte mit Ole Due die EG-Verträge. Er arbeitete in den 1970er Jahren für die UNCTAD. Ole Lando arbeitete in und für die Internationale Handelskammer.
International bekannt wurde durch eine Initiative: So startete er 1976 die Commission on European Contract Law (CECL), die oft auch nach ihm Lando-Kommission genannt wird. Mit der Unterstützung von Claus Ehlermann, dem Generaldirektor des Juristischen Dienstes der Kommission, den er aus der Zeit in Ann Arbor kannte, gelang es EU-Gelder für diese Arbeitsgruppe zu erlangen, und so konnte 1982 die CECL die PECL in Angriff nehmen. 1979 wurde er Mitglied der Arbeitsgruppe der UNIDROIT-Grundregeln für internationale Handelsverträge, die „fast dasselbe Thema behandelte wie die PECL“. Seiner Ansicht „begründen CISG, PECL und UNIDROIT ein entstehendes ius commune, für ein zukünftiges weltweit geltendes Vertragsrecht“ („a future world law of contract“). 1999 wurde er Mitglied in der Nachfolgeorganisation der CECL, der Study Group on a European Civil Code.

## Mitgliedschaften
- Vorsitzender der Commission on European Contract Law
- Mitglied der UNIDROIT Working Group on International Commercial Contracts
- Mitglied der Finnischen Akademie der Wissenschaften (seit 1988)
- Mitglied der Königlichen Gesellschaft der Wissenschaften in Uppsala
- Mitglied der Groupe européen de droit international privé
- Mitglied der Academia Europaea (seit 1989)[2]
- Titularmitglied der International Academy of Comparative Law[3]
- Gründungsmitglied des European Law Institute

## Auszeichnungen
- Ehrendoktor der Handelshochschule Stockholm 1988
- Ehrendoktor der Universität Osnabrück 1997
- Ehrendoktor der Universität Fribourg 1998
- Ehrendoktor der Universität Würzburg 2012[4]

## Schriften (Auswahl)
- Kontraktstatuttet: Hovedpunkter af den internationale kontraktrets almindelige del. Juristforbundet, Kopenhagen 1962 (Dissertation, Universität Kopenhagen, 1962); 3. Auflage: Kontraktstatuttet: Danske og fremmede lovvalgsregler om kontrakter (= Udenrigshandelsret. 2). Juristforbundets Forlag, Kopenhagen 1981, ISBN 87-574-2432-2.
- Udenrigshandelens kontrakter: Skandinavisk, vesteuropæisk og amerikansk ret om kontraktforhold i almindelighed samt om køb, agentur og eneforhandling (= Udenrigshandelsret. 1). Munksgaard, Kopenhagen 1969; 4. Auflage: Udenrigshandelens kontrakter: Internationalt gældende samt vesteuropæisk og amerikansk ret og kontraktforhold i almindelighed og om løsørekøb, agentur og eneforhandling (= Udenrigshandelsret. 1). Jurist-og Økonomforbundets Forlag, Kopenhagen 1991, ISBN 87-574-2434-9.
- Contracts (= International Encyclopedia of Comparative Law. Bd. 3, Kap. 24). Mohr, Tübingen 1976.
- The Conflict of Laws of Contracts: General Principles. In: Recueil des Cours de l’Académie de Droit International. Bd. 189 (1984), S. 225–447, doi:10.1163/ej.9780792300571.225-447.
- Kort indføring i komparativ ret. Jurist- og Økonomforbundets Forlag, Kopenhagen 1986, ISBN 87-574-4710-1.
- (hrsg. mit Hugh Beale) Principles of European Contract Law. Part 1 and 2. Den Haag 1999.
- Some Features of the Law of Contract in the Thirds Millennium. In: Scandinavian Studies in Law. Bd. 40 (2000), S. 343–418.
- My life as a lawyer. In: Zeitschrift für Europäisches Privatrecht. 2002, Nr. 3, S. 508 ff.
- (hrsg. mit Eric Clive, André Prüm, Reinhard Zimmermann) Principles of European Contract Law. Part 3. Den Haag 2003.